# USS Peiffer (DE-588)
USS Peiffer (DE-588) là một tàu hộ tống khu trục lớp Rudderow từng phục vụ cùng Hải quân Hoa Kỳ trong Chiến tranh Thế giới thứ hai. Nó là chiếc tàu chiến duy nhất của Hải quân Hoa Kỳ được đặt cái tên này, theo tên Thiếu úy Hải quân Carl David Peiffer (1915-1942), phi công phục vụ cùng Liên đội Tuần tiễu VS-6 trên tàu sân bay Enterprise (CV-6), đã tử trận trong Trận Midway vào ngày 4 tháng 6, 1942 và được truy tặng Huân chương Chữ thập Hải quân. Nó đã phục vụ cho đến khi chiến tranh kết thúc, xuất biên chế năm 1946, rồi cuối cùng bị đánh chìm như mục tiêu ngoài khơi California vào năm 1967. Peiffer được tặng thưởng một Ngôi sao Chiến trận do thành tích phục vụ trong Thế Chiến II.

## Thiết kế và chế tạo
Lớp Rudderow có thiết kế hầu như tương tự với lớp Buckley trước đó; vì giữ lại kiểu động cơ turbine-điện General Electric, cung cấp điện năng cho mô-tơ điện để dẫn động hai trục chân vịt. Lớp này còn được gọi là kiểu TEV, do hệ thống động lực Turbo-Electric và cỡ pháo 5-inch (V).
Dàn pháo chính được nâng cấp lên hai khẩu pháo 5 inch (130 mm)/38 cal trên hai tháp pháo nòng đơn, được phân bố một phía trước mũi và một phía sau tàu. Hỏa lực phòng không được nâng lên hai khẩu đội pháo phòng không Bofors 40 mm nòng đôi và mười pháo phòng không Oerlikon 20 mm. Vũ khí chống ngầm bao gồm một dàn súng cối chống tàu ngầm Hedgehog Mk. 10 (có 24 nòng và mang theo 144 quả đạn); hai đường ray Mk. 9 và tám máy phóng K3 Mk. 6 để thả mìn sâu. Con tàu vẫn giữ lại ba ống phóng ngư lôi Mark 15 21 inch (533 mm), và được trang bị radar SL dò tìm không trung và radar SC/SA dò tìm mặt biển. Thủy thủ đoàn đầy đủ bao gồm 15 sĩ quan và 168 thủy thủ.
Peiffer được đặt lườn tại Xưởng tàu Bethlehem-Hingham ở Hingham, Massachusetts vào ngày 21 tháng 12, 1943. Nó được hạ thủy vào ngày 26 tháng 1, 1944, được đỡ đầu bởi bà Frank W. Peiffer, mẹ của Thiếu úy Peiffer, và nhập biên chế cùng Hải quân Hoa Kỳ vào ngày 15 tháng 6, 1944 dưới quyền chỉ huy của Hạm trưởng, Thiếu tá Hải quân Wesley Francis Jones.

## Lịch sử hoạt động
Sau khi hoàn tất việc chạy thử máy huấn luyện tại khu vực Bermuda, Peiffer phục vụ cho việc huấn luyện tàu ngầm tại vùng biển ngoài khơi Nam New England. Chuẩn bị để được điều động sang khu vực Mặt trận Thái Bình Dương, nó lên đường vào ngày 30 tháng 9, 1944, cùng với Đội hộ tống 71 băng qua kênh đào Panama và đi đến Seeadler Harbor, Manus vào ngày 7 tháng 11.
Sau khi chuyển đến Hollandia, New Guinea, Peiffer hộ tống một đoàn tàu vận tải đi sang Leyte, Philippines, rồi đến ngày 28 tháng 12 đã gia nhập Đội đặc nhiệm 78.5 và khởi hành từ Aitape trong thành phần Lực lượng Tấn công San Fabian, đưa Sư đoàn 43 Bộ binh đổ bộ lên Luzon. Hướng lên phía Tây Bắc vào ngày 30 tháng 12, nó tuần tra chống tàu ngầm và phòng không ngoài khơi bãi đổ bộ trong khi diễn ra cuộc tấn công ban đầu vào ngày 9 tháng 1, 1945. Nó rút lui vào ngày hôm sau, rồi đi đến vịnh Leyte vào ngày 13 tháng 1, nơi nó hộ tống các tàu đổ bộ LSTvận chuyển tiếp liệu và lực lượng tăng viện đi sang Luzon.
Tách khỏi Lực lượng Đổ bộ Đệ Thất hạm đội vào ngày 20 tháng 2, Peiffer trình diện để phục vụ cùng Tư lệnh Tiền phương biển Philippine, rồi trong những tháng cuối của cuộc chiến tranh đã phục vụ tuần tra chống tàu ngầm và hộ tống vận tải trên tuyến đường hàng hải giữa San Pedro và vịnh Subic với các cảng New Guinea và quần đảo Caroline. Vào cuối tháng 7, nó tháp tùng bảo vệ cho tàu sân bay hộ tống Block Island (CVE-106) đi đến Guam; và khi quay trở lại Leyte vào ngày 10 tháng 8, nó tiếp tục ở lại Viễn Đông sau khi Nhật Bản đã chấp nhận đầu hàng, giúp chấm dứt vĩnh viễn cuộc xung đột. Con tàu tuần tra tại vùng biển Philippines, hộ tống các đoàn tàu vận tải đi sang Okinawa, và trước khi quay trở về Hoa Kỳ đã có chuyến đi vận chuyển nhân sự sang Thượng Hải. Rời bờ biển Trung Quốc vào ngày 24 tháng 11, nó ghé về Philippines trước khi hướng về vùng bờ Tây Hoa Kỳ.
Về đến San Pedro, Los Angeles vào ngày 4 tháng 1, 1946, Peiffer được chuyển đến San Diego vào tháng 3, nơi nó được cho xuất biên chế vào ngày 1 tháng 6, 1946, và đưa về Hạm đội Dự bị Thái Bình Dương. Nó bị rút tên khỏi danh sách Đăng bạ Hải quân vào ngày 1 tháng 12, 1966, và cuối cùng bị đánh chìm như một mục tiêu ngoài khơi California vào ngày 16 tháng 5, 1967.

## Phần thưởng
Peiffer được tặng thưởng một Ngôi sao Chiến trận do thành tích phục vụ trong Thế Chiến II.
|             |             |  |
| Bronze star |             |  |
|             | Bronze star |  |

| Dãi băng Hoạt động Tác chiến                                            | Huân chương Phục vụ Trung Hoa                                            | Huân chương Chiến dịch Hoa Kỳ               |
| Huân chương Chiến dịch Châu Á-Thái Bình Dương với 1 Ngôi sao Chiến trận | Huân chương Chiến thắng Thế Chiến II                                     | Huân chương Phục vụ Chiếm đóng Hải quân     |
| Đơn vị Tuyên dương Tổng thống Philippine (Philippine)                   | Huân chương Giải phóng Philippine (Philippine) với 1 Ngôi sao Chiến trận | Huân chương Độc lập Philippine (Philippine) |